# Мусаси (провинция)

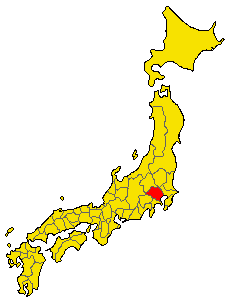
Провинция Мусаси (выделена красным)

Провинция Мусаси (яп. 武蔵国 — мусаси но куни, «страна Мусаси»; 武州 — бусю, «провинция Мусаси») — историческая провинция Японии в регионе Канто на востоке острова Хонсю. Соответствует современной столице Токио, большей части префектуры Сайтама, а также северо-восточной части префектуры Канагава.
Провинция Мусаси была создана в VII веке. Её административный центр находился в современном городе Футю.
Издавна земли провинции Мусаси были населены прото-айнскими племенами эмиси, поэтому центральное правительство взяло курс на ассимиляцию этого региона. Корейские переселенцы с материка, поселённые тут столичной властью, распространили в провинции конное дело. Благодаря контактам эмиси и яматойцев в конце X века провинции появились первые самураи.
Во второй половине XII века Мусаси была предметом войн родов Тайра и Минамото. После создания последним Камакурского сёгуната провинция была передана родам Хирага и Ооэ, хотя со временем была узурпирована семьёю Ходзё.
С XIV века по XVI век Мусаси находилась под властью рода Хосокава. В период Сэнгоку её захватил род Го-Ходзё. С 1590 года провинция стала форпостом владений Токугавы Иэясу, основателя нового сёгуната.
В период Эдо (1603—1867) город Эдо провинции Мусаси служил резиденцией сёгунов Токугава. Несмотря на то, что столица страны находилась в Киото, городе императора, Эдо был политическим центром Японии.
В результате административных реформ 1871—1876 годов Мусаси была включена в префектуру Токио, а ряд уездов провинции вошёл в состав префектур Сайтама и Канагава.

## Уезды
- Адати 足立郡
- Ирума 入間郡
- Ёкоми 横見郡
- Ками 賀美郡 (加美郡)
- Кацусика 葛飾郡（葛西郡)
- Кодама 児玉郡
- Кома 高麗郡
- Кураки 久良岐郡
- Нака 那珂郡
- Ниикура 新羅郡 (新座郡,新倉郡)
- Обусума 男衾郡
- Оосато 大里郡
- Сайтама 埼玉郡
- Тама 多摩郡
- Татибана 橘樹郡
- Титибу 秩父郡
- Тосима 豊嶋郡
- Хандза 榛沢郡
- Хатара 幡羅郡
- Хики 比企郡
- Цудзуки 都筑郡
- Эбара 荏原郡